# Picos de Busampiro

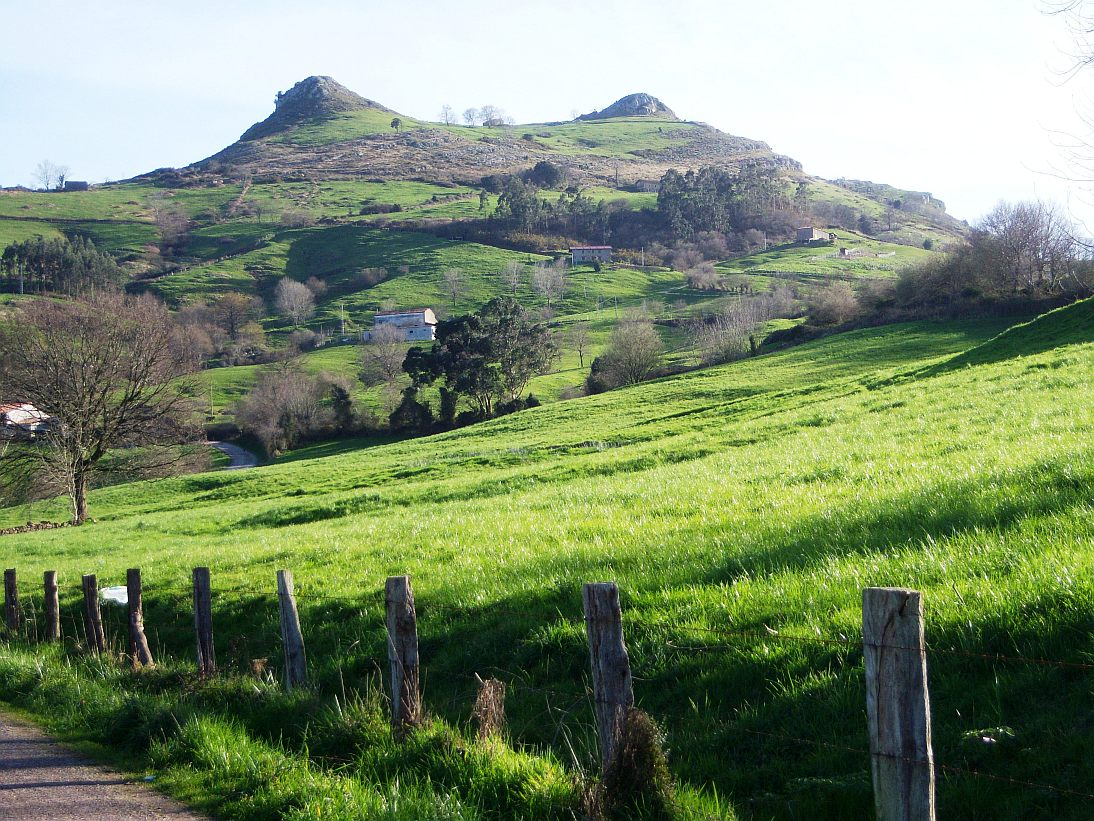
De izquierda a derecha, Cotillamón y Marimón, popularmente conocidos como las Tetas de Liérganes.

Los picos de Busampiro o peñas de Rucandio, son dos montañas simétricas situadas en Cantabria (España) llamadas Cotillamón y Marimón, la primera de ellas ubicada en el municipio de Riotuerto mientras que la cima de la segunda es vértice fronterizo entre aquel y el municipio de Liérganes. Popularmente son más conocidas como Tetas de Liérganes, Tetas de la Pasiega o Tetas de la Angustina.
Cotillamón y Marimón son dos cimas cercanas que se encuentran a una altitud de 399 y 400 metros respectivamente sobre el nivel del mar, bordeadas al oeste y el sur por el río Miera, y a cuyos pies descansan las poblaciones de Liérganes, Rucandio, Extremera y Angustina en la vertiente norte.
Geológicamente se trata de dos afloraciones calizas que despuntan en una geomorfología kárstica, característica de gran parte del valle del río Miera.